# Honda CB 125 R
Die Honda CB 125 R ist ein 2018 vorgestelltes Leichtkraftrad der Firma Honda. Sie ist ein Naked Bike mit 125 cm³ Hubraum und kann mit den Führerscheinklassen A1 und B196 gefahren werden.

## Allgemeines
Die Honda CB 125 R richtet sich vor allem an Einsteiger. Sie reiht sich ein in die „Neo Sports Café“ Modellfamilie, der auch die Modelle CB1000R, CB650R und CB300R angehören.

## Technik
Viele Features wurden von anderen, hubraumstärkeren Honda-Modellen übernommen, der überarbeitete flüssigkeitsgekühlte Einzylinder-Motor stammt aus der Honda CBR 125 R. Seine Kraft wird über ein 6-Gang-Getriebe an das Hinterrad gebracht.
Der Rahmen ist mit stabilen Platten zur Schwingenaufnahme ausgestattet. Der Lenkkopfwinkel und der Nachlauf betragen 24,2°/90,2 mm. Das Motorrad ist vollgetankt nur 126 kg schwer, wobei durch die Anordnung der Bauteile sehr zentriert erfolgte, sodass der Schwerpunkt weit vorne liegt. Die vordere Gabel mit 41 mm Durchmesser stammt von Shōwa.
Gebremst wird vorne mit einer 296 mm Vorderrad-Bremsscheibe, die schwimmend gelagert ist und von einem Nissin-4-Kolben-Bremssattel mit radialer Aufnahme beaufschlagt wird. Am Hinterrad greift ein 1-Kolben-Bremssattel auf eine 220-mm-Bremsscheibe zu. Für Sicherheit gegen Blockieren sorgt ein 2-Kanal-ABS auf Basis einer Inertial Measurement Unit (IMU). Bereift ist die CB 125 R vorne mit 110/70R-17 und hinten mit 150/60R-17.

### Modelljahr 2021
Die 125 R wurde überarbeitet: Dies betrifft den Motor, der nun über vier Ventile verfügt, und das Fahrwerk, das versteift und mit einer Gabel aus der CBR650/CB 650 R ausgestattet wurde. Das Leichtkraftrad erfüllt nun die Euro 5-Bestimmungen.